# Henry Moore (1er comte de Drogheda)
Henry Moore (décédé le 11 janvier 1676) est un pair, homme politique et soldat Anglo-Irlandais.

## Biographie
Il est le fils de Charles Moore (2e vicomte Moore de Drogheda), et de son épouse l'hon. Alice Loftus, la plus jeune fille d'Adam Loftus (1er vicomte Loftus) (en) . Il a siégé à la Chambre des communes irlandaise en tant que député d'Ardee entre 1639 et 1643, lorsqu'il a accédé à la vicomté de son père. Il devint colonel royaliste de Horse et fut gouverneur de Meath et de Louth en 1643. Il a servi dans les forces de la Confédération irlandaise et a combattu à la bataille de Dungan's Hill en août 1647. En 1653, il est contraint de payer £ 6,953 au gouvernement du Commonwealth afin de conserver ses biens en vertu de la loi pour le règlement de l'Irlande 1652. Après la restauration, il fut nommé gouverneur de Drogheda en 1660 et investi en tant que membre du Conseil privé d'Irlande. Le 14 juin 1661, il est créé comte de Drogheda dans la pairie d'Irlande .
Il épouse l'hon. Alice Spencer, sœur de Henry Spencer (1er comte de Sunderland) et cinquième fille de William Spencer (2e baron Spencer). Ils ont cinq enfants. Il est remplacé en 1676 par son fils aîné, Charles.
Son fils cadet Henry, qui devient le troisième comte à la mort de Charles en 1679 - et prend le nom de Henry Hamilton-Moore en héritant des biens de son beau-frère, Henry Hamilton, 2e comte de Clanbrassil - développa plusieurs rues à Dublin qui portent encore son nom: Henry Street, Moore Street, North Earl Street, Of Lane (maintenant "Off Lane") et Drogheda Street.